# Volontariato

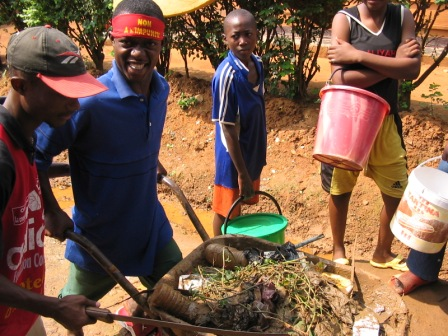
Volontari in Africa

Con volontariato si intende lo svolgimento di un'attività scelta liberamente non rispondendo ad alcun obbligo di legge o a un comando.
La parola si può riferire, nella lingua italiana, ad esempio al militare volontario che ha aderito ad una missione internazionale, all'operatore del Servizio Civile Universale che ha scelto volontariamente di dedicare un anno al servizio del Paese.
Più comunemente ci si riferisce al "volontariato sociale", cioè all'impegno di persone che dedicano gratuitamente il proprio tempo e le proprie capacità un'attività di utilità sociale, con lo scopo di aiutare il prossimo, ad esempio per aiutare persone in condizioni di indigenza, o che necessitano di assistenza, oppure in un'attività a favore della collettività, come ad esempio per fronteggiare emergenze occasionali o per riqualificare il proprio quartiere. 

## Storia

### XIX secolo
Durante questo periodo, l'America ha vissuto il Grande Risveglio. Le persone si sono rese conto degli svantaggiati e hanno realizzato la causa del movimento contro la schiavitù. Nel 1851 fu avviato il primo YMCA negli Stati Uniti, seguito sette anni dopo dal primo YWCA. Durante la guerra civile americana, le donne si offrirono volontarie per cucire provviste per i soldati e l '"angelo del campo di battaglia" Clara Barton e una squadra di volontari iniziarono a fornire aiuto ai militari. Barton fondò la Croce Rossa americana nel 1881 e iniziò a mobilitare volontari per le operazioni di soccorso in caso di calamità, compresi i soccorsi per le vittime della Grande inondazione di Johnstown nel 1889.

### XX e XXI secolo
Volontari da tutto il mondo arrivarono a Ithaca, nel Queensland, per affrontare un'epidemia di influenza attraverso il Women's Emergency Corps (in seguito Women's Volunteer Reserve) nel luglio 1919. L'Esercito della Salvezza è una delle organizzazioni più antiche e più grandi che lavorano per le persone svantaggiate. Sebbene sia un'organizzazione di beneficenza, ha organizzato numerosi programmi di volontariato sin dal suo inizio. Prima del XIX secolo esistevano poche organizzazioni di beneficenza formali per assistere le persone bisognose.
Nei primi decenni del 20º secolo sono state fondate diverse organizzazioni di volontariato, tra cui il Rotary International, il Kiwanis International, l'Association of Junior Leagues International e il Lions Clubs International.
La Grande Depressione ha visto uno dei primi sforzi nazionali su larga scala per coordinare il volontariato per un'esigenza specifica. Durante la seconda guerra mondiale, migliaia di uffici di volontariato hanno supervisionato i volontari che hanno aiutato con le numerose esigenze dei militari e del fronte interno, tra cui la raccolta di rifornimenti, l'intrattenimento dei soldati in congedo e la cura dei feriti.
Dopo la seconda guerra mondiale, le persone hanno spostato il fulcro delle loro passioni altruistiche in altre aree, incluso l'aiuto ai poveri e il volontariato all'estero. Uno sviluppo importante fu il Peace Corps negli Stati Uniti nel 1960. Quando il presidente Lyndon B. Johnson dichiarò una guerra alla povertà nel 1964, le opportunità di volontariato iniziarono ad espandersi e continuarono nei decenni successivi. Il processo per trovare lavoro volontario è diventato più formalizzato, con la formazione di più centri di volontariato e nuovi modi per trovare lavoro che appaiono sul World Wide Web attraverso organizzazioni come JustServe e AmeriCorps.
Secondo la Corporation for National and Community Service (nel 2012), circa 64,5 milioni di americani, ovvero il 26,5% della popolazione adulta, hanno offerto 7,9 miliardi di ore di volontariato per un valore di 175 miliardi di dollari. Questo calcola a circa 125-150 ore all'anno o 3 ore alla settimana a una tariffa di 22 dollari l'ora.

## Caratteristiche

### Organizzazione
Il volontariato può essere svolto in maniera individuale o collettivamente, in gruppi informali, associazioni o altri enti costituiti per specifici scopi. Appartengono a tale classe enti come: organizzazione e fondazioni di dirirro privato,Organizzazione non governativa, ente del terzo settore e le Pro loco.
I volontari possono operare anche in altri enti e associazioni, al fianco di personale professionale e dipendenti.

### Finanziamento
Nello spirito di autonomia che lo caratterizza, il volontariato si preoccupa di recuperare le risorse necessarie per le proprie azioni attraverso autofinanziamento, raccolta fondi o con richiesta di contributi ad enti pubblici o privati.
Il fenomeno oggi, anche a seguito del riconoscimento giuridico-istituzionale che nel corso degli anni è stata concesso con le diverse normative, è riconosciuto, in quanto ente del terzo settore, come interlocutore privilegiato della pubblica amministrazione con la possibilità di ricevere da queste ultime contributi a sostegno delle attività di interesse generale svolte concordate.
Più genericamente, le associazioni traggono le risorse economiche per il loro funzionamento e per lo svolgimento della propria attività da:
- contributi degli associati;
- contributi di privati;
- contributi di enti pubblici finalizzati esclusivamente al sostegno di specifiche e documentate attività o progetti;
- ricavi da raccolte fondi.

## Tipologie

### Nei programmi di apprendimento del servizio
Molte scuole a tutti i livelli di istruzione offrono programmi di apprendimento del servizio, che consentono agli studenti di servire la comunità attraverso il volontariato guadagnando crediti educativi. Secondo Alexander Astin nella prefazione a Where's the Learning in Service-Learning? di Janet Eyler e Dwight E. Giles, Jr., "... promuoviamo un'adozione più diffusa del servizio di apprendimento nell'istruzione superiore perché lo consideriamo un potente mezzo per preparare gli studenti a diventare genitori e cittadini più premurosi e responsabili e di aiutare i college e le università a mantenere il loro impegno a 'servire la società'". Descrivendo il service learning, il Medical Education di Harvard afferma: "Il service learning unisce lo studio accademico e il servizio volontario alla comunità in modi che si rafforzano a vicenda. comunità e, in cambio, dà energia, intelligenza, impegno, tempo e capacità per rispondere ai bisogni umani e della comunità." Il volontariato nell'apprendimento del servizio sembra avere il risultato di coinvolgere sia la mente che il cuore, fornendo così un'esperienza di apprendimento più potente; secondo Janet Eyler e Dwight E. Giles, ha successo perché "...promuove lo sviluppo degli studenti catturando l'interesse degli studenti...". La borsa di studio più recente ha riscontrato carenze nelle prime ipotesi di reciproco vantaggio, poiché i primi studi erano interessati ai benefici educativi piuttosto che ai risultati della comunità. Uno studio dell'Indiana ha rilevato che le agenzie senza scopo di lucro che ospitano gli studenti dei servizi agli studenti non segnalano un impatto positivo sulla capacità del servizio, sebbene i servizi agli studenti contribuiscano ad aumentare la visibilità dell'agenzia.

### In base alle competenze
Il volontariato basato sulle competenze sta sfruttando le competenze specialistiche e i talenti delle persone per rafforzare l'infrastruttura delle organizzazioni non profit, aiutandole a costruire e sostenere la loro capacità di portare a termine con successo le loro missioni. Ciò è in contrasto con il volontariato tradizionale, in cui i volontari svolgono qualcosa di diverso dal loro lavoro professionale. L'ora media di volontariato tradizionale è valutata dal settore indipendente tra i 18 ei 20 dollari l'ora.

### Volontariato virtuale
Chiamato anche e-volunteering o volontariato online, il volontariato virtuale prevede un volontario che completa compiti, in tutto o in parte, fuori sede dall'organizzazione assistita. Usano Internet e un computer domestico, scolastico, di telecentro o di lavoro o un altro dispositivo connesso a Internet, come un PDA o uno smartphone. Il volontariato virtuale è anche noto come servizio informatico, telementoring e teletutoring, oltre a vari altri nomi. Il volontariato virtuale è simile al lavoro a distanza, tranne per il fatto che invece di dipendenti online pagati, si tratta di volontari online non pagati. Contributi al software libero, progetti open source o l'editing di Wikipedia sono esempi di volontariato virtuale.

### Micro-volontariato
Il micro-volontariato è un'attività svolta tramite un dispositivo connesso a Internet. Un individuo in genere svolge questa attività in piccoli incrementi di tempo non retribuiti. Il micro-volontariato è distinto dal "volontariato virtuale" in quanto in genere non richiede che il singolo volontario segua un processo di candidatura, un processo di screening o un periodo di formazione.

### Volontariato ambientale
Il volontariato ambientale si riferisce ai volontari che contribuiscono alla gestione o alla conservazione dell'ambiente. I volontari conducono una serie di attività tra cui il monitoraggio ambientale, il ripristino ecologico come la ri-vegetazione e la rimozione delle erbacce, la protezione degli animali in via di estinzione e l'educazione degli altri sull'ambiente naturale.

### Volontariato in caso di emergenza
Il volontariato gioca spesso un ruolo fondamentale nello sforzo di recupero dopo disastri naturali, come tsunami, inondazioni, siccità, uragani e terremoti. Ad esempio, il grande terremoto di Hanshin-Awaji del 1995 in Giappone è stato uno spartiacque, che ha attirato molti volontari per la prima volta per la risposta al terremoto. Il terremoto e lo tsunami dell'Oceano Indiano del 2004 hanno attirato un gran numero di volontari in tutto il mondo, schierati da organizzazioni non governative, agenzie governative e Nazioni Unite.
Durante l'emergenza dell'uragano Sandy del 2012, i volontari di Occupy Sandy hanno formato una squadra di risposta rapida organizzata lateralmente che ha fornito l'aiuto necessario durante e dopo la tempesta, dal cibo al riparo alla ricostruzione. È un esempio di mutualismo sul lavoro, che mette in comune risorse e assistenza e fa leva sui social media.

### Volontariato nelle scuole
Le scuole povere di risorse in tutto il mondo fanno affidamento sul sostegno del governo o sugli sforzi di volontari e donazioni private per funzionare in modo efficace. In alcuni paesi, ogni volta che l'economia è in crisi, la necessità di volontari e risorse aumenta notevolmente. Ci sono molte opportunità disponibili nei sistemi scolastici per i volontari. Tuttavia, non ci sono molti requisiti per fare volontariato in un sistema scolastico. Che si tratti di una scuola superiore o di un laureato TEFL (Teaching English as a Foreign Language) o di uno studente universitario, la maggior parte delle scuole richiede solo uno sforzo volontario e disinteressato.
Proprio come i vantaggi di qualsiasi tipo di volontariato, ci sono grandi ricompense per il volontario, lo studente e la scuola. Oltre alle ricompense immateriali, i volontari possono aggiungere esperienza rilevante ai loro curriculum. I volontari che viaggiano per assistere possono imparare la lingua e la cultura straniera.
Il volontariato nelle scuole può essere un'ulteriore guida didattica per gli studenti e aiutare a colmare il vuoto degli insegnanti locali. Lo scambio culturale e linguistico durante l'insegnamento e altre attività scolastiche può essere l'esperienza di apprendimento più essenziale sia per gli studenti che per i volontari.

### Volontariato aziendale
Benefacto, un broker di volontariato, descrive il volontariato aziendale come "Le aziende che danno ai propri dipendenti un'indennità di ferie retribuite ogni anno, che usano per fare volontariato presso un ente di beneficenza di loro scelta".
La maggior parte delle aziende di Fortune 500 consente ai propri dipendenti di fare volontariato durante l'orario di lavoro. Questi programmi di volontariato dei dipendenti (EVP) formalizzati, chiamati anche Employer Supported Volunteering (ESV), sono considerati parte degli sforzi di sostenibilità delle aziende e delle loro attività di responsabilità sociale. Circa il 40% delle aziende Fortune 500 fornisce donazioni in denaro, note anche come sovvenzioni di volontariato, alle organizzazioni non profit come un modo per riconoscere i dipendenti che dedicano una quantità significativa di tempo al volontariato nella comunità.
Secondo le informazioni di VolunteerMatch, un servizio che fornisce soluzioni per il programma di volontariato dei dipendenti, i driver chiave per le aziende che producono e gestiscono EVP sono la costruzione della consapevolezza e dell'affinità del marchio, il rafforzamento della fiducia e della lealtà tra i consumatori, il miglioramento dell'immagine e della reputazione aziendale, il miglioramento della fidelizzazione dei dipendenti, aumentare la produttività e la fedeltà dei dipendenti e fornire un veicolo efficace per raggiungere obiettivi strategici.
Nell'aprile 2015, David Cameron si è impegnato a concedere a tutti i lavoratori del Regno Unito impiegati da aziende con più di 250 dipendenti obbligatori tre giorni di congedo di volontariato retribuito, che genera 360 milioni di ore di volontariato in più all'anno.

### Volontariato comunitario
Il volontariato comunitario, negli Stati Uniti chiamato "servizio comunitario", si riferisce a livello globale a coloro che lavorano per migliorare la propria comunità locale. Questa attività avviene comunemente attraverso organizzazioni no profit, governi locali e chiese; ma comprende anche gruppi ad hoc o informali come le squadre sportive ricreative.

### Volontariato sociale o volontariato assistenziale
In alcuni paesi europei organizzazioni governative e organizzazioni non governative forniscono posizioni ausiliarie per un certo periodo in istituzioni come ospedali, scuole, luoghi della memoria e istituzioni assistenziali. La differenza rispetto ad altri tipi di volontariato è che ci sono rigide normative legali, quale organizzazione è autorizzata a coinvolgere volontari e circa il periodo in cui un volontario è autorizzato a lavorare in una posizione di volontariato. Per questo motivo, il volontario riceve un importo limitato dal governo. Le organizzazioni che hanno la più grande manodopera in Europa sono l'Anno sociale volontario (tedesco: Freiwilliges Soziales Jahr), con più di 50.000 volontari all'anno, e il Servizio volontario federale (tedesco: Bundesfreiwilligendienst), con circa 30.000-40.000 volontari all'anno.

### Volontariato in occasione di grandi eventi sportivi
25.000 volontari hanno lavorato alle Olimpiadi invernali di Sochi 2014. Hanno supportato gli organizzatori in più di 20 aree funzionali: incontro con gli ospiti, assistenza alla navigazione, organizzazione delle cerimonie di apertura e chiusura, organizzazione di punti ristoro, ecc. Le domande di volontariato erano aperte a tutti i cittadini della Russia e di altri paesi. Il Comitato Organizzatore di Sochi 2014 ha ricevuto circa 200.000 candidature, 8 candidature per posto. I volontari hanno ricevuto formazione nel corso di più di un anno presso 26 centri di volontariato in 17 città in tutta la Russia. La maggior parte dei partecipanti aveva tra i 17 e i 22 anni. Allo stesso tempo, sono state presentate 3000 domande da persone di età superiore ai 55 anni. Alcuni di loro hanno lavorato come volontari durante le Olimpiadi del 1980 a Mosca. È stata la prima esperienza con un programma di volontariato così vasto nella Russia contemporanea.
La Coppa del Mondo FIFA nel 2018 è stata supportata da 17.040 volontari del Comitato Organizzatore Locale Russia 2018.

### Volontariato medico
Il volontariato nel contesto della fornitura di assistenza medica è indicato come volontariato medico. In generale, il volontariato medico è stato lodato come una "responsabilità etica per aiutare i bisognosi. Le attività sono spesso offerte da associazioni a scopo di lucro e no profit. I volontari medici in genere partecipano a programmi di volontariato medico non retribuiti in ospedali, cliniche e aree svantaggiate. In genere, queste regioni si trovano in nazioni sottosviluppate che combattono disastri naturali, malattie o violenze. Queste attività in genere coinvolgono medici e infermieri volontari. Il volontariato dentale è una parte del volontariato medico che si concentra principalmente sulle cure dentistiche.

### Volontariato del soccorso
Molti sono i soggetti che impiegano il loro tempo libero in associazioni di soccorso pubblico come la Croce Rossa, la Mezzaluna Rossa, ONG, vigili del fuoco, ecc... allo scopo di contribuire con i professionisti del soccorso in situazioni di calamita.

## Festività dedicate
Giorni, settimane e anni designati osservati da un paese o designati dalle Nazioni Unite per incoraggiare il volontariato/il servizio alla comunità sono:
- Global Youth Service Day
- Giornata mondiale del volontariato
- Anno Internazionale del Volontariato
- Join Hands Day
- Giornata internazionale di Nelson Mandela
- MLK Day of service
- Mitzvah Day
- Random Acts of Kindness Day
- Sewa Day
- Make A Difference Day
- World Kindness Day

## Visione politica
Le società moderne condividono un valore comune di persone che si aiutano a vicenda; non solo gli atti di volontariato aiutano gli altri, ma avvantaggiano anche l'individuo volontario a livello personale. Pur avendo obiettivi simili, possono sorgere tensioni tra volontari e servizi forniti dallo Stato. Al fine di ridurre questa tensione, la maggior parte dei paesi sviluppa politiche e promulga leggi per chiarire i ruoli e le relazioni tra le parti interessate governative e le loro controparti volontarie; tale regolamento individua e assegna a ciascun soggetto il necessario supporto giuridico, sociale, amministrativo e finanziario. Ciò è particolarmente necessario quando alcune attività di volontariato sono viste come una sfida all'autorità dello stato (ad esempio, il 29 gennaio 2001, il presidente Bush ha avvertito che i gruppi di volontari dovrebbero integrare, non sostituire, il lavoro delle agenzie governative).
Il volontariato che avvantaggia lo stato ma sfida le controparti pagate fa arrabbiare i sindacati che rappresentano coloro che sono pagati per il loro lavoro volontario; questo è particolarmente evidente nei dipartimenti combinati, come i vigili del fuoco volontari.

### Difficoltà negli aiuti transnazionali
Possono sorgere difficoltà nel modello di aiuto transnazionale del volontariato quando viene applicato oltre i confini nazionali. La presenza di volontari inviati da uno Stato all'altro può essere vista come una violazione della sovranità e una mancanza di rispetto nei confronti del governo nazionale dei destinatari proposti. Pertanto, le motivazioni sono importanti quando gli stati negoziano offerte per l'invio di aiuti e quando queste proposte vengono accettate, in particolare se i donatori possono posticipare l'assistenza o interromperla del tutto. Si sono evoluti tre tipi di condizionalità:
1. Responsabilità finanziaria: trasparenza nella gestione dei finanziamenti per garantire che ciò che viene fatto dai volontari sia adeguatamente mirato
2. Riforma politica: richiesta governativa che i paesi in via di sviluppo adottino determinate politiche sociali, economiche o ambientali; spesso le più controverse riguardano la privatizzazione dei servizi tradizionalmente offerti dallo Stato
3. Obiettivi di sviluppo: chiedere ai paesi in via di sviluppo di adeguare specifici obiettivi economici con scadenze

Alcune organizzazioni internazionali di volontariato definiscono la loro missione primaria come altruistica: combattere la povertà e migliorare gli standard di vita delle persone nei paesi in via di sviluppo (ad esempio il Voluntary Services Overseas ha quasi 2.000 professionisti qualificati che lavorano come volontari per trasmettere la loro esperienza alla popolazione locale in modo che le capacità dei volontari rimangano a lungo dopo il loro ritorno a casa). Quando queste organizzazioni lavorano in collaborazione con i governi, i risultati possono essere impressionanti. Tuttavia, quando altre organizzazioni o singoli governi del Primo Mondo sostengono il lavoro di gruppi di volontari, ci possono essere dubbi sul fatto che le vere motivazioni delle organizzazioni o dei governi siano la riduzione della povertà. Invece, a volte viene segnalato un focus sulla creazione di ricchezza per alcuni dei poveri o sullo sviluppo di politiche destinate a beneficiare gli stati donatori. Le economie di molti paesi a basso reddito soffrono di industrializzazione senza prosperità e investimenti senza crescita. Uno dei motivi è che l'assistenza allo sviluppo guida molti governi del Terzo Mondo a perseguire politiche di sviluppo che sono state dispendiose, mal concepite o improduttive; alcune di queste politiche sono state così distruttive che le economie non avrebbero potuto essere sostenute senza un sostegno esterno.
Alcune offerte di aiuto, infatti, hanno snaturato lo spirito generale del volontariato, trattando il volontariato locale come contributi in natura, cioè condizioni esistenti che richiedono la modifica dei comportamenti delle popolazioni locali affinché possano guadagnarsi il diritto alla carità dei donatori. Questo può essere visto come condiscendente e offensivo per i beneficiari perché l'aiuto serve espressamente gli obiettivi politici dei donatori piuttosto che i bisogni dei beneficiari.

## Risorse morali, capitale politico e società civile
Sulla base di un caso di studio in Cina, Xu e Ngai (2011) hanno rivelato che il volontariato di base in via di sviluppo può essere un'enclave tra varie organizzazioni e può essere in grado di lavorare per lo sviluppo della società civile nei paesi in via di sviluppo. I ricercatori hanno sviluppato un approccio "Risorse morali e capitale politico" per esaminare i contributi del volontariato nella promozione della società civile. Risorsa morale significa che la morale disponibile potrebbe essere scelta dalle ONG. Per capitale politico si intende il capitale che migliorerà o rafforzerà lo status, il possesso o l'accesso delle ONG nel sistema politico esistente.
Inoltre, Xu e Ngai (2011) hanno distinto due tipi di Risorse Morali: Risorsa Morale-I e Risorsa Morale-II (ibid).
1. Risorsa morale I: Ispirato dall'argomentazione di Immanuel Kant (1998 [1787]) su "Cosa dovrei fare", Risorsa morale: incoraggerò la fiducia delle ONG e quindi avrò il coraggio di agire e vincere le difficoltà rispondendo e confermando la domanda "Cosa dovrei fare"[36].
2. Risorsa morale II: dato che Adorno (2000) riconosce che i tropi morali o immorali sono determinati socialmente, Risorsa morale-II si riferisce alla morale che è ben accettata dalla società data[37].

Grazie al patrimonio intellettuale di Blau e Duncan (1967), sono stati individuati due tipi di capitale politico:
1. Capitale politico-I si riferisce al capitale politico principalmente attribuito allo status che l'ONG ha ereditato nel corso della storia (ad esempio, il CYL).
2. Capitale politico-II si riferisce al capitale politico che le ONG hanno guadagnato attraverso i loro sforzi[38].

Ovviamente, "la stessa risorsa morale contiene l'autodeterminazione che dà ai partecipanti fiducia nelle credenze etiche che hanno scelto", quasi tutte le organizzazioni possono avere Moral Resource-I, mentre non tutte hanno la Moral Resource-II riconosciuta dalla società. Tuttavia, le organizzazioni di volontariato occupano prevalentemente Moral Resource-II perché un senso di superiorità morale rende possibile che parti con valori, obiettivi e culture diversi lavorino insieme per promuovere la promozione del volontariato. Pertanto è probabile che le organizzazioni di volontariato conquistino la fiducia e il sostegno delle masse e del governo più facilmente rispetto alle organizzazioni la cui morale non è accettata dalla società tradizionale. In altre parole, Moral Resource II aiuta le organizzazioni di base con poco capitale politico I a vincere il capitale politico II, che è un fattore cruciale per la loro sopravvivenza e crescita nei paesi in via di sviluppo come la Cina. Pertanto, l'ambito del volontariato potrebbe essere un'enclave dello sviluppo della società civile nei paesi in via di sviluppo.

## Potenziali benefici

### Accademico
Il volontariato per il servizio alla comunità come parte di un curriculum universitario (apprendimento del servizio) offre agli studenti l'opportunità di circondarsi di nuove persone che li aiutano a imparare a lavorare insieme come gruppo, migliorare il lavoro di squadra e le capacità relazionali, ridurre gli stereotipi e aumentare l'apprezzamento di altre culture. Gli studenti che partecipano a programmi di apprendimento del servizio hanno dimostrato di avere atteggiamenti più positivi verso se stessi, atteggiamenti verso la scuola e l'apprendimento, impegno civico, abilità sociali e rendimento scolastico. Hanno anche maggiori probabilità di completare la laurea.

### Longevità
Si osserva che i volontari hanno un rischio di mortalità ridotto rispetto ai non volontari. Pertanto, vale la pena notare che i vari tipi di lavoro come volontario e gli effetti psicologici di tale lavoro altruistico possono produrre effetti collaterali sufficienti per contribuire a una vita più lunga e più appagante. Una revisione sistematica mostra che gli adulti di età superiore ai 65 anni che fanno volontariato possono sperimentare un miglioramento della salute fisica e mentale e una mortalità potenzialmente ridotta.

### Salute mentale
Un sondaggio mondiale è stato condotto in uno studio, suggerendo che le persone che sperimentano i più alti livelli di felicità hanno più successo in termini di relazioni strette e lavoro di volontariato. In confronto, è noto che anche la carità sotto forma di donazioni in denaro, che è un'altra forma di altruismo (il volontariato è una di queste) ha un effetto simile. Un altro studio rileva che aiutare gli altri è associato a livelli più elevati di salute mentale, al di là dei benefici di ricevere aiuto. Per quanto riguarda l'apprendimento del servizio, gli studenti universitari che si sono offerti volontari da 1 a 9 ore settimanali avevano meno probabilità di sentirsi depressi rispetto agli studenti che non si sono offerti volontari. Tra le persone di età pari o superiore a 65 anni, il volontariato può ridurre il rischio di depressione.

## Statistiche
Negli Stati Uniti, le statistiche sul volontariato sono state storicamente limitate, secondo l'esperta di volontariato Susan J. Ellis. Nel 2013, l'US Current Population Survey includeva un supplemento sul volontariato che produceva statistiche sul volontariato.

## Aspetti critici
Negli anni 1960, Ivan Illich ha offerto un'analisi del ruolo dei volontari americani in Messico nel suo discorso intitolato "To Hell With Good Intentions". Le sue preoccupazioni, insieme a quelle di critici come Paulo Freire e Edward Said, ruotano attorno alla nozione di altruismo come estensione dell'ideologia missionaria cristiana. Inoltre, menziona il senso di responsabilità/obbligo come fattore che guida il concetto di noblesse oblige, sviluppato per la prima volta dall'aristocrazia francese come dovere morale derivato dalla loro ricchezza. In poche parole, queste apprensioni propongono l'estensione del potere e dell'autorità sulle culture indigene in tutto il mondo. Recenti critiche al volontariato provengono da Westmier e Kahn (1996) e Bell Hooks (nata Gloria Watkins) (2004). Inoltre, Georgeou (2012) ha criticato l'impatto del neoliberismo sul volontariato umanitario internazionale.
Il settore del turismo medico (riferito ai volontari che si recano all'estero per fornire assistenza medica) ha suscitato critiche negative rispetto alla nozione alternativa di capacità sostenibili, ovvero il lavoro svolto nel contesto di attività a lungo termine, gestite localmente e infrastrutture sostenute dall'estero. Una preponderanza di questa critica appare in gran parte nella letteratura scientifica e sottoposta a revisione paritaria. Anche i media con lettori più generali hanno pubblicato tali critiche. Questo tipo di volontariato è denominato in senso peggiorativo "volontariato medico".
Un altro problema riscontrato con il volontariato è che può essere utilizzato per sostituire posizioni di ingresso a bassa retribuzione. Questo può agire per diminuire la mobilità sociale, con solo quelli in grado di permettersi di lavorare senza retribuzione in grado di acquisire l'esperienza. I sindacati nel Regno Unito hanno avvertito che il volontariato a lungo termine è una forma di sfruttamento, utilizzata dagli enti di beneficenza per evitare la legislazione sul salario minimo. Alcuni settori ora si aspettano che i candidati a ruoli retribuiti abbiano vissuto periodi significativi di esperienza di volontariato, pertinenti o meno al ruolo, istituendo le "credenziali di volontariato".
I volontari possono essere esposti a situazioni e atteggiamenti stressanti, che possono farli soffrire di esaurimento che a sua volta riduce il loro attivismo e il loro benessere generale. Ci sono anche prove che il volontariato può diventare un obbligo morale che suscita sentimenti di colpa quando non viene svolto.

## Nel mondo

### Italia
La legge 11 agosto 1991, n. 266 introdusse una prima regolamentazione generale in materia, ora sostituita dal d.lgs. 3 luglio 2017, n. 117 (codice del terzo settore) La normativa disciplina il volontariato organizzato ed istituisce delle strutture per lo sviluppo e la crescita del volontariato su base regionale (i centri di servizio per il volontariato), che forniscono gratuitamente alle organizzazioni di volontariato servizi nel campo della promozione, della consulenza, della formazione, della comunicazione e molti altri.
Per la legge italiana il volontariato organizzato nelle associazioni ha le seguenti caratteristiche:
- l'assenza di finalità di lucro;
- la democraticità della struttura, cioè l'elettività delle cariche associative (oltreché la loro gratuità);
- la gratuità delle prestazioni degli aderenti;
- i diritti e gli obblighi degli aderenti e l'esplicitazione dei criteri della loro ammissione ed esclusione;
- l'obbligo della formazione del bilancio e le modalità di approvazione dello stesso da parte dell'assemblea degli aderenti;
- divieto assoluto di retribuzione degli operatori soci delle associazioni.

La Croce Rossa Italiana svolge le proprie attività impiegando personale volontario, mai retribuito. Le attività di volontariato della CRI possono essere supportate dal personale dipendente che solitamente è impiegato per il mantenimento della struttura operativa. Secondo dati secondo l'ISTAT al 2015 il numero di volontari stimato in Italia era di 6,63 milioni di persone (tasso di volontariato totale pari al 12,6%).

## Galleria d'immagini

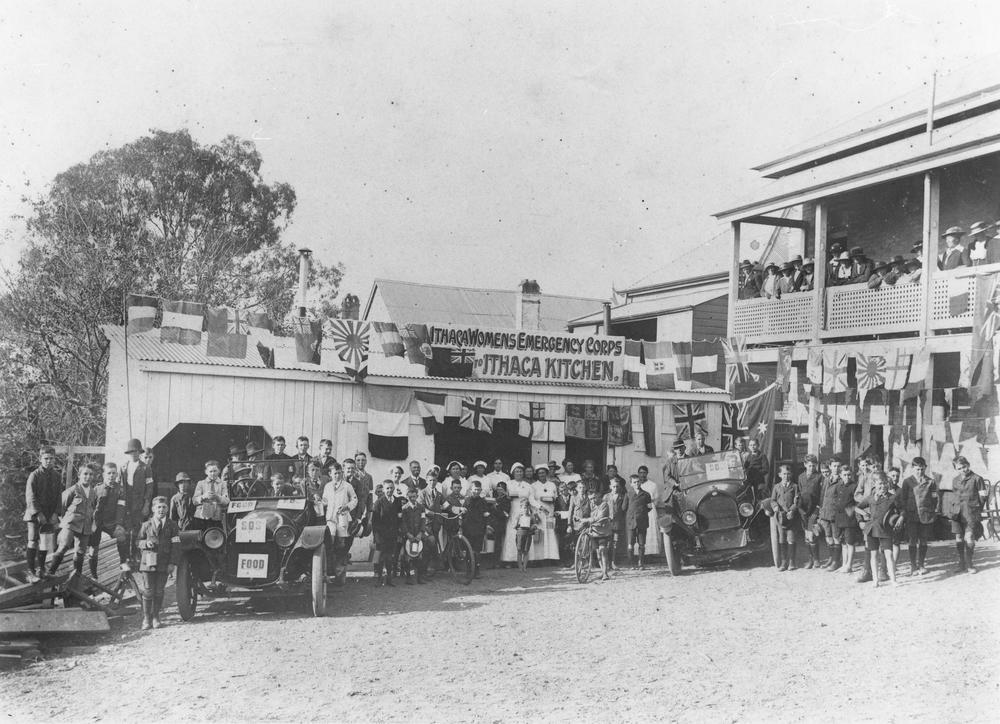
Volontari da tutto il mondo arrivarono a Ithaca, nel Queensland, per affrontare un'epidemia di influenza attraverso il Women's Emergency Corps (in seguito Women's Volunteer Reserve) nel luglio 1919
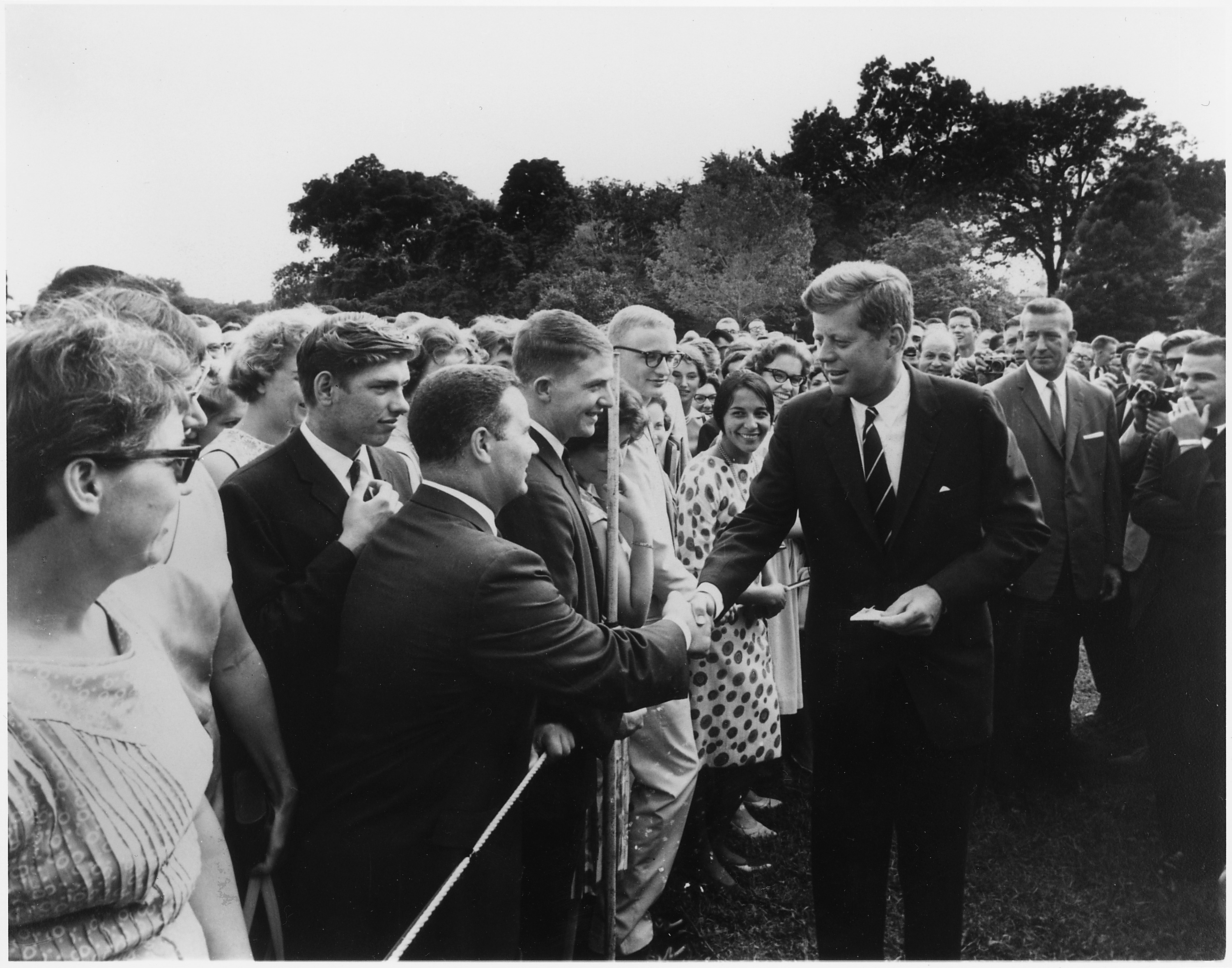
John F. Kennedy saluta i volontari il 28 agosto 1961
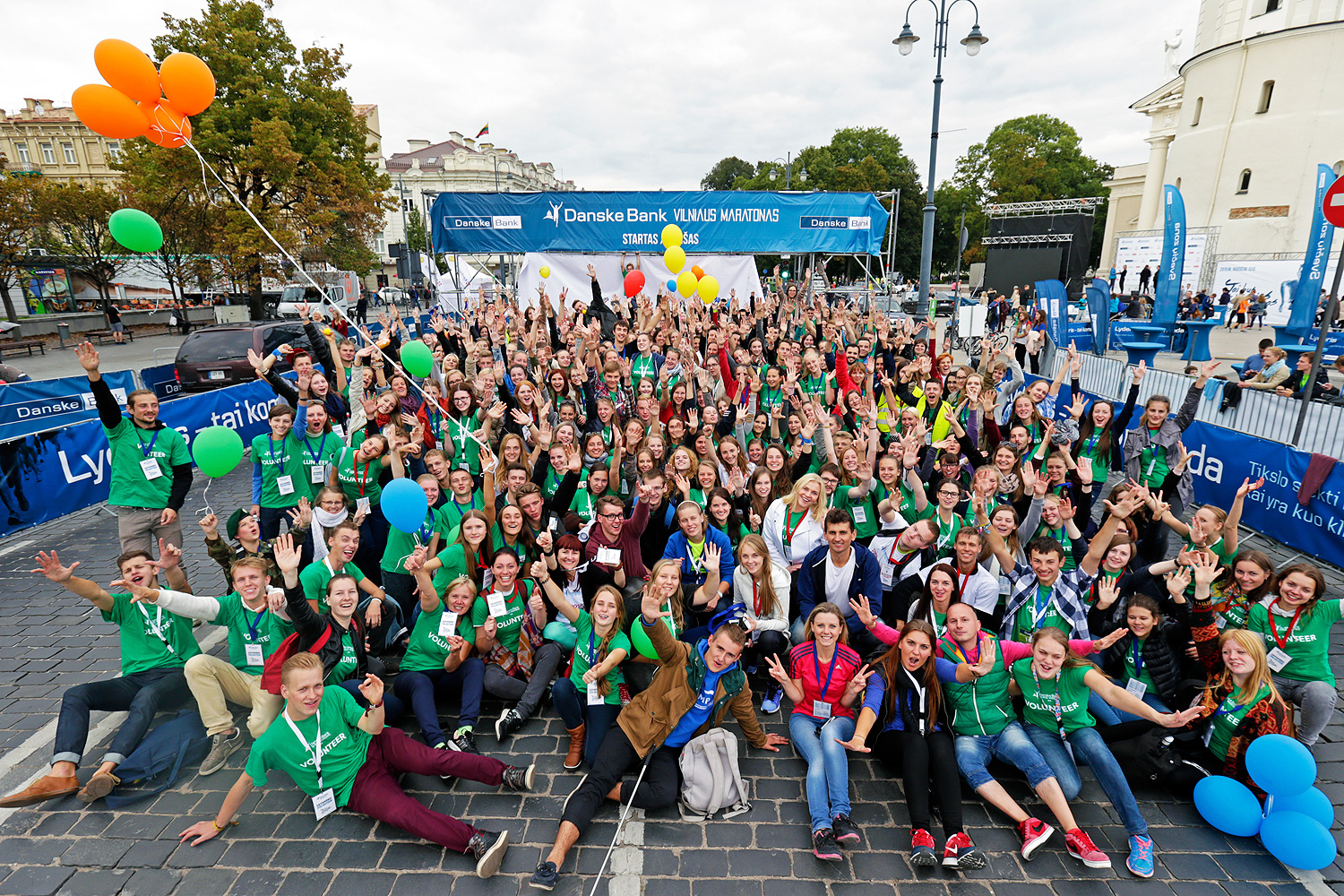
Volontari della maratona di Vilnius
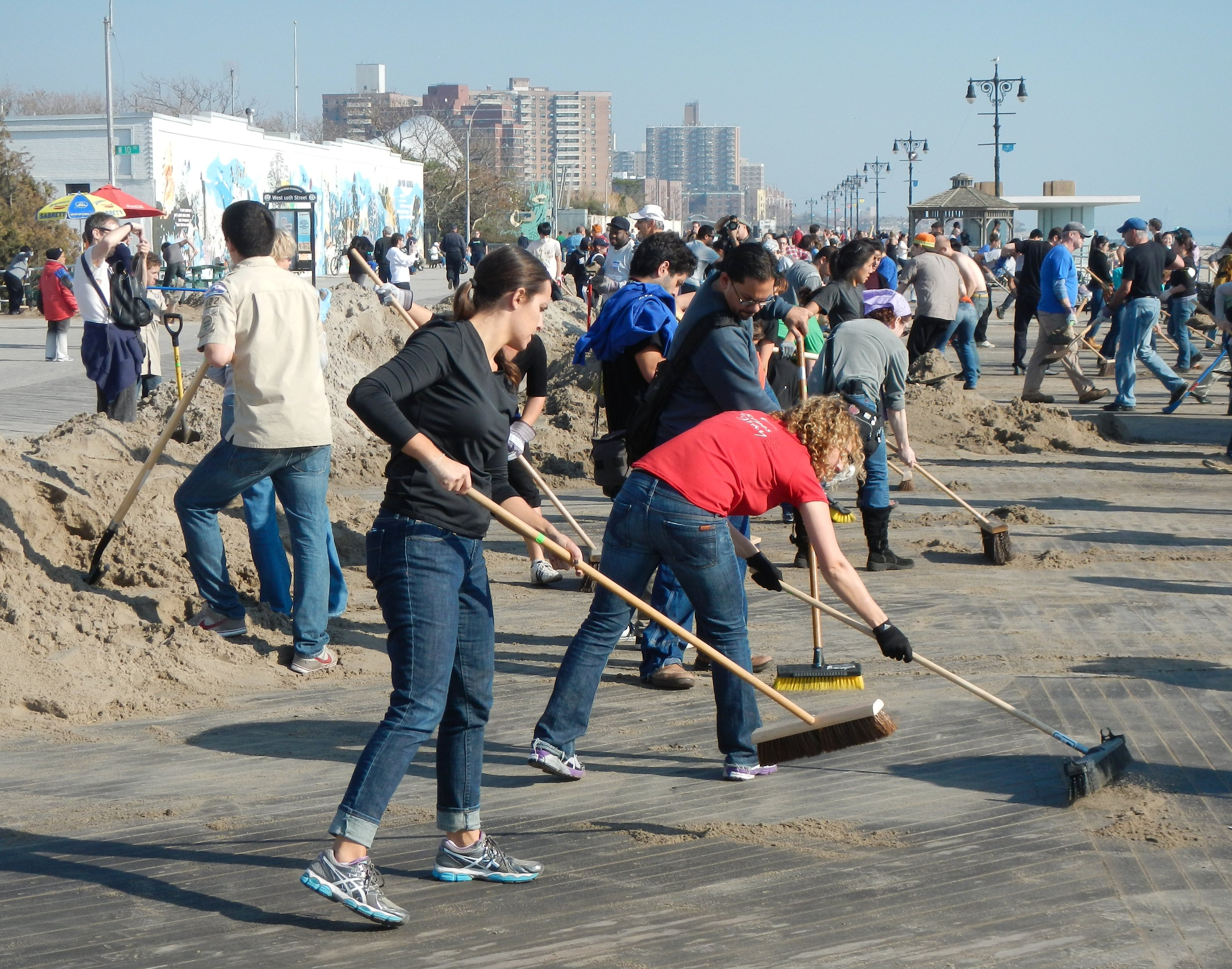
I volontari spazzano il lungomare di Brooklyn dopo l'uragano Sandy del 2012
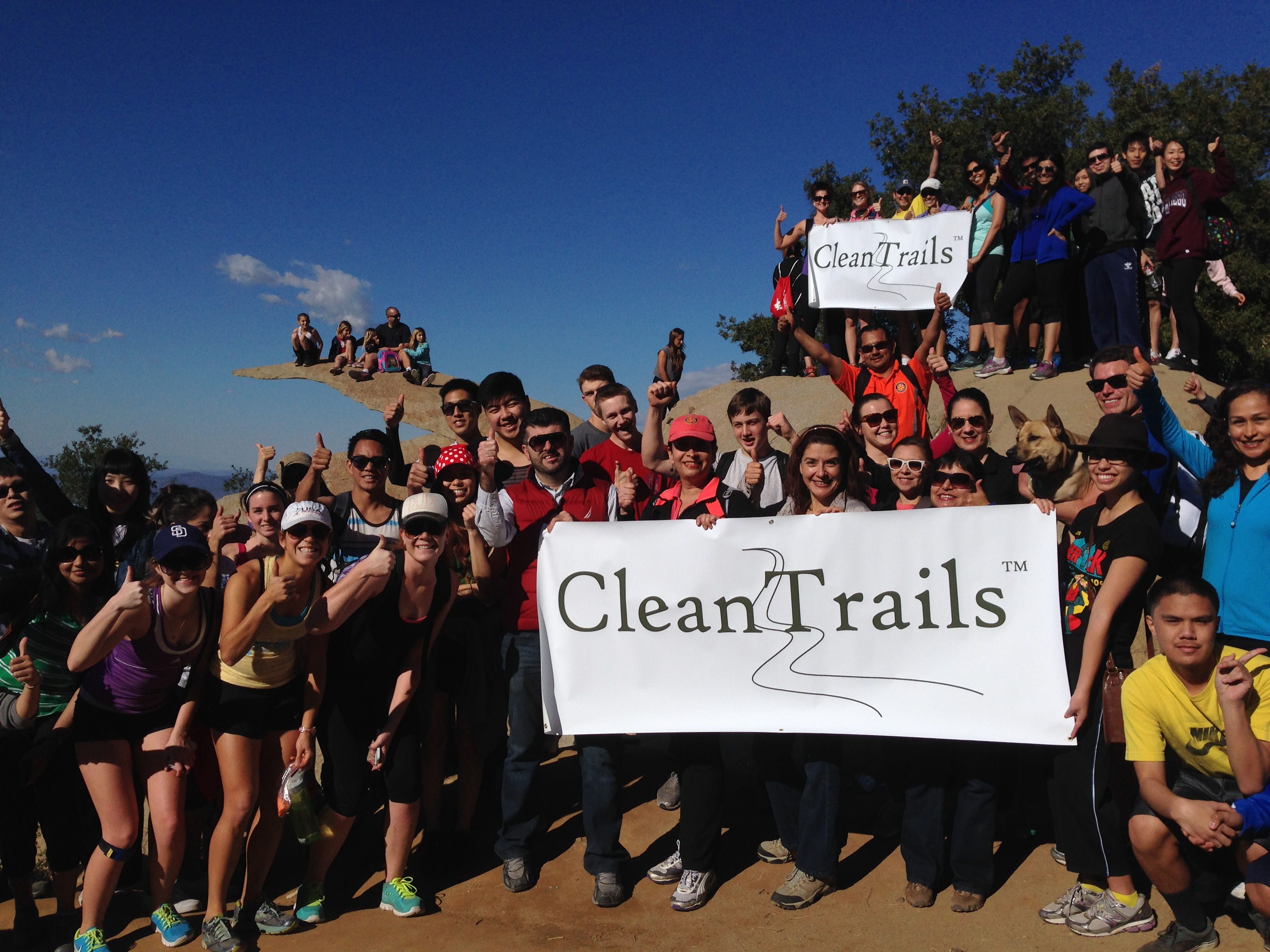
Alcuni volontari completano una pulizia di rifiuti e immondizia
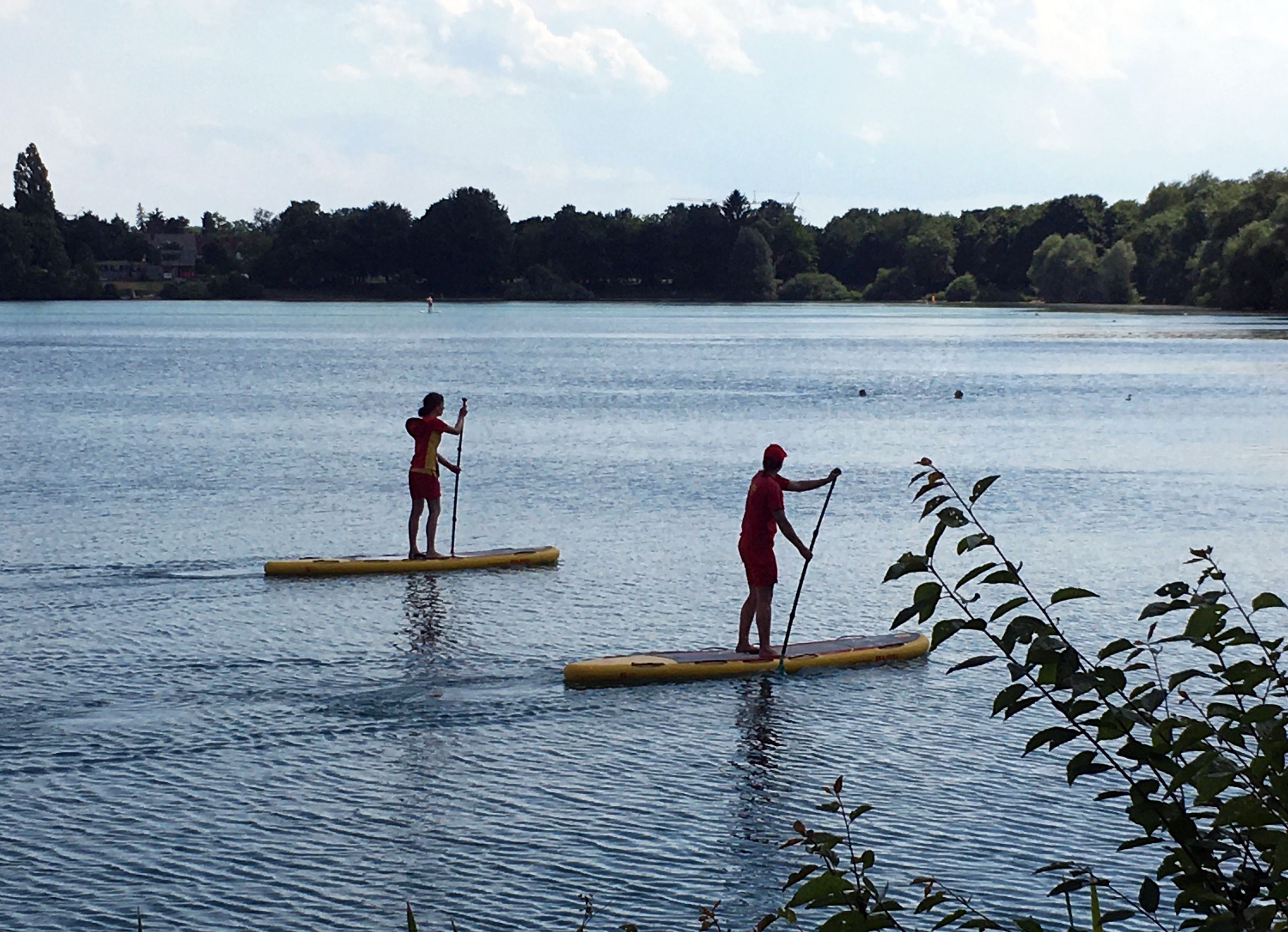
Volontariato semiprofessionale: bagnini addestrati della DLRG tedesca, la più grande organizzazione di volontariato di salvataggio in acqua al mondo, pattugliano una zona di balneazione pubblica di un lago a Monaco di Baviera